# Mojtaba Tehrani
Mojtaba Tehrani (Teherán, 4 de abril de 1933 - Teherán, 1 de enero de 2013) fue un marja' (gran ayatolá) e imamí de la religión musulmana chiita.
Estudió seminarios en Qom, bajo el ayatolá Ruhollah Jomeini. Además escribió su Risalah (‘libro de clarificación teológica’) personal. Akhlaaq-e Ilahi y Solouk-e Ashurai fueron algunas de sus obras más destacadas.